# Йиварп, Андерс
Андерс Микаель Йиварп (швед. Anders Mikael Jivarp; род. 18 июля 1973 года, Гётеборг, Швеция) — барабанщик шведской группы Dark Tranquillity, играющей мелодичный дэт-метал. Он сформировал группу вместе с Микаелем Станне, Мартином Хенрикссоном и Никласом Сундином в 1989 году. Йиварп также играл на барабанах с In Flames в альбоме «Subterranean» 1994 года.

## Биография
Родился 18 июля 1973 года в Гётеборге, городе на юго-западе Швеции, где сейчас и проживает. У него есть старший брат Томми.
Имеет двух сыновей, которых зовут Алекс и Луве.

## Дискография

### СDark Tranquillity
Синглы и EP
- 1989 — Enfeebled Earth (Demo, опубликованное под названием Septic Broiler)
- 1991 — Trail of Life Decayed (Demo)
- 1992 — A Moonclad Reflection (EP)
- 1993 — Tranquillity (включает Trail of Life Decayed и A Moonclad Reflection)
- 1994 — Of Chaos and Eternal Night (MCD)
- 1996 — Enter Suicidal Angels (MCD)
- 2004 — Lost to Apathy (EP)

Студийные альбомы
- 1993 — Skydancer
- 1995 — The Gallery
- 1997 — The Mind’s I
- 1999 — Projector
- 2000 — Skydancer/Of Chaos and Eternal Night (переиздание)
- 2000 — Haven
- 2002 — Damage Done
- 2005 — Character
- 2007 — Fiction
- 2010 — We Are the Void
- 2013 — Construct
- 2016 — Atoma

Концертные альбомы
- 2004 — Exposures: In Retrospect And Denial

VHS/DVD
- 1998 — The World Domination (VHS)
- 2003 — Live Damage (DVD)

### СIn Flames
- 1994 — Subterranean (EP)